# Världsmästerskapet i ishockey för herrar 2016
Världsmästerskapet i ishockey för herrar 2016 var det 80:e VM-turneringen för herrar, arrangerat av det internationella ishockeyförbundet (International Ice Hockey Federation). Toppdivisionen spelades mellan 6 maj och 22 maj 2016 i Ryssland. Arenor för toppdivisionen var VTB-ispalatset i Moskva och Jubilee Sport Complex i Sankt Petersburg. Semifinaler, bronsmatch och final spelades i Moskva. Kanada var regerande världsmästare efter att ha vunnit över Ryssland med 6–1 i finalen i VM 2015 och försvarade sin titel efter finalseger mot Finland.
Ungern återvände till toppdivisionen efter sex års spel i lägre divisioner liksom Kazakstan som var tillbaka i högsta divisionen efter ett års degradering. Både Ungern och Kazakstan degraderades dock till Division 1 grupp A inför VM 2017.
VM i de lägre divisionerna spelades på andra platser och under andra tidpunkter:
- Division I, grupp A i Katowice, Polen under perioden 23–29 april 2016.
- Division I, grupp B i Zagreb, Kroatien under perioden 17–23 april 2016.
- Division II, grupp A i Jaca, Spanien under perioden 9–15 april 2016.
- Division II, grupp B i Mexico City, Mexiko under perioden 9–15 april 2016.
- Division III i Istanbul, Turkiet under perioden 31 mars–6 april 2016.

## Toppdivisionen
Toppdivisionen spelades mellan 6 maj och 22 maj 2016 i Ryssland. Budgeten för turneringen planerades att vara 13,7 miljoner euro.

### Val av värdnation
Ryssland var den enda kandidaten efter det att Danmark och Ukraina dragit tillbaka sina ansökningar att arrangera världsmästerskapet i ishockey 2016. Ryssland valdes till värdnation vid internationella ishockeyförbundets kongress i Bratislava, Slovakien 13 maj 2011.
- Ryssland
  - Moskva/Sankt Petersburg 
 Världsmästerskapet i ishockey har spelats flera gånger i Ryssland och senaste gången var världsmästerskapet i ishockey för herrar 2007. I ansökan var datumet för världsmästerskapet planerat mellan 29 april och 15 maj 2016. Megasport Arena i Moskva och Ispalatset i Sankt Petersburg var planerade arenor för världsmästerskapet.[3]

Tillbakadragna ansökningar
- Danmark
  - Köpenhamn/Herning 
 Världsmästerskapet i ishockey har aldrig tidigare spelats i Danmark. I ansökan var datumet för världsmästerskapet planerat mellan 6 och 22 maj 2016. Parken i Köpenhamn och Jyske Bank Boxen i Herning var planerade arenor för världsmästerskapet.[4]

- Ukraina
  - Kiev 
 Likt Danmark har världsmästerskapet i ishockey har aldrig tidigare spelats i Ukraina. I ansökan var datumet för världsmästerskapet planerat mellan 6 och 22 maj 2016. Sportpalatset i Kiev och en planerad nybyggd arena var de tänkta arenorna för världsmästerskapet.[5]

### Arenor
| Ryssland – Moskva           | Ryssland – Moskva                                                | · Moskva Sankt Petersburg Arrangörsstäder i ishockey-VM 2016. |
|                             | VTB-ispalatset, Moskva Invigt: 2015 Publikkapacitet: 12 100      | · Moskva Sankt Petersburg Arrangörsstäder i ishockey-VM 2016. |
| Ryssland – Sankt Petersburg |                                                                  | · Moskva Sankt Petersburg Arrangörsstäder i ishockey-VM 2016. |
|                             | Jubilejnyj, Sankt Petersburg Invigt: 1967 Publikkapacitet: 7 012 | · Moskva Sankt Petersburg Arrangörsstäder i ishockey-VM 2016. |

### Deltagande lag
Följande sexton lag var kvalificerade för spel i toppdivisionen. Kazakstan och Ungern var två nya lag jämfört med förra årets turnering.
| Europa - Danmark* - Finland* - Frankrike* - Lettland* - Norge* - Ryssland† - Schweiz* - Slovakien* - Sverige* - Tjeckien* | - Tyskland* - Ungern^ - Vitryssland* Asien - Kazakstan^ Nordamerika - Kanada* - USA* |  |

* = Automatiskt kvalificerade lag genom att placera sig bland de 14 första lagen i VM i ishockey 2015
^ = Kvalificerade genom att placera sig etta och tvåa i Division I Grupp A vid VM i ishockey 2015
† = Värdnation och automatiskt kvalificerat

### Seedning och gruppindelning
Seedningen skedde efter IIHF:s världsranking 2015. Siffrorna inom parentes motsvarar placering i världsrankingen.
| Grupp A (Moskva) - Ryssland (2) - Sverige (3) - Tjeckien (6) - Schweiz (7) - Lettland (10) - Norge (11) - Danmark (15) - Kazakstan (17) | Grupp B (Sankt Petersburg) - Kanada (1) - Finland (4) - USA (5) - Slovakien (8) - Vitryssland (9) - Frankrike (12) - Tyskland (13) - Ungern (19) |

#### Gruppspel[7]
| Grupp A   | S | V | ÖV | ÖF | F | GM | IM | MS  | P  |
| --------- | - | - | -- | -- | - | -- | -- | --- | -- |
| Tjeckien  | 7 | 5 | 1  | 1  | 0 | 27 | 12 | +15 | 18 |
| Ryssland  | 7 | 6 | 0  | 0  | 1 | 32 | 10 | +22 | 18 |
| Sverige   | 7 | 3 | 2  | 0  | 2 | 23 | 18 | +5  | 13 |
| Danmark   | 7 | 2 | 2  | 1  | 2 | 17 | 22 | −5  | 11 |
| Norge     | 7 | 2 | 1  | 0  | 4 | 13 | 22 | −9  | 8  |
| Schweiz   | 7 | 1 | 1  | 3  | 2 | 20 | 26 | −6  | 8  |
| Lettland  | 7 | 1 | 0  | 3  | 3 | 13 | 22 | −9  | 6  |
| Kazakstan | 7 | 0 | 1  | 0  | 6 | 15 | 28 | −13 | 2  |

| Avancemang till slutspel | Nedflyttat till Division I A 2017 |

| Grupp B     | S | V | ÖV | ÖF | F | GM | IM | MS  | P  |
| ----------- | - | - | -- | -- | - | -- | -- | --- | -- |
| Finland     | 7 | 7 | 0  | 0  | 0 | 29 | 6  | +23 | 21 |
| Kanada      | 7 | 6 | 0  | 0  | 1 | 34 | 8  | +26 | 18 |
| Tyskland    | 7 | 4 | 0  | 1  | 2 | 22 | 20 | +2  | 13 |
| USA         | 7 | 3 | 0  | 1  | 3 | 22 | 18 | +4  | 10 |
| Slovakien   | 7 | 2 | 1  | 0  | 4 | 15 | 23 | −8  | 8  |
| Vitryssland | 7 | 2 | 0  | 0  | 5 | 16 | 32 | −16 | 6  |
| Frankrike   | 7 | 1 | 1  | 0  | 5 | 11 | 23 | −12 | 5  |
| Ungern      | 7 | 1 | 0  | 0  | 6 | 12 | 31 | −19 | 3  |

| Avancemang till slutspel | Nedflyttat till Division I A 2017 |

#### Slutspel[8]
|  | Kvartsfinal |              |             |  |     |            |            |            |  |       |        |         |   |
|  | A1          | Tjeckien     | 1           |  |     |            |            |            |  |       |        |         |   |
|  | B4          | USA (e.str.) | 2           |  |     | Semifinal  | Semifinal  | Semifinal  |  |       |        |         |   |
|  |             |              |             |  |     | KF1        | USA        | 3          |  |       |        |         |   |
|  | Kvartsfinal | Kvartsfinal  | Kvartsfinal |  | KF2 | Kanada     | 4          |            |  |       |        |         |   |
|  | B2          | Kanada       | 6           |  |     |            |            |            |  |       |        |         |   |
|  | A3          | Sverige      | 0           |  |     | Bronsmatch | Bronsmatch | Bronsmatch |  | Final | Final  | Final   |   |
|  |             |              |             |  |     | SF1        | USA        | 2          |  | SF1   | Kanada | 2       |   |
|  | Kvartsfinal | Kvartsfinal  | Kvartsfinal |  |     | SF2        | Ryssland   | 7          |  |       | SF2    | Finland | 0 |
|  | B1          | Finland      | 5           |  |     |            |            |            |  |       |        |         |   |
|  | A4          | Danmark      | 1           |  |     | Semifinal  | Semifinal  | Semifinal  |  |       |        |         |   |
|  |             |              |             |  |     | KF3        | Finland    | 3          |  |       |        |         |   |
|  | Kvartsfinal | Kvartsfinal  | Kvartsfinal |  | KF4 | Ryssland   | 1          |            |  |       |        |         |   |
|  | A2          | Ryssland     | 4           |  |     |            |            |            |  |       |        |         |   |
|  | B3          | Tyskland     | 1           |  |     |            |            |            |  |       |        |         |   |

### Slutresultat
Slutresultat av VM 2016:
|    | Kanada      |
|    | Finland     |
|    | Ryssland    |
| 4  | USA         |
| 5  | Tjeckien    |
| 6  | Sverige     |
| 7  | Tyskland    |
| 8  | Danmark     |
| 9  | Slovakien   |
| 10 | Norge       |
| 11 | Schweiz     |
| 12 | Vitryssland |
| 13 | Lettland    |
| 14 | Frankrike   |
| 15 | Ungern      |
| 16 | Kazakstan   |

### Utmärkelser

#### Mest värdefulla spelare
Utsågs av medierna som mästerskapets mest värdefulle spelare.
| Position | Spelare      |
| -------- | ------------ |
| MVP      | Patrik Laine |

#### Bästa spelare
Utsågs av turneringsledningen.
| Position | Spelare        |
| -------- | -------------- |
| Målvakt  | Mikko Koskinen |
| Back     | Mike Matheson  |
| Forward  | Patrik Laine   |

#### All star-team
Utsågs av medierna.
| Position | Spelare         |
| -------- | --------------- |
| Målvakt  | Mikko Koskinen  |
| Backar   | Nikita Zajtsev  |
| Backar   | Mike Matheson   |
| Forwards | Patrik Laine    |
| Forwards | Vadim Sjipatjov |
| Forwards | Mikael Granlund |

## Division I
| Grupp A   | S | V | ÖV | ÖF | F | GM | IM | MS  | P  |
| --------- | - | - | -- | -- | - | -- | -- | --- | -- |
| Slovenien | 5 | 4 | 0  | 0  | 1 | 18 | 8  | +10 | 12 |
| Italien   | 5 | 3 | 0  | 0  | 2 | 11 | 10 | +1  | 9  |
| Polen     | 5 | 3 | 0  | 0  | 2 | 17 | 12 | +5  | 9  |
| Österrike | 5 | 2 | 1  | 0  | 2 | 11 | 8  | +3  | 8  |
| Sydkorea  | 5 | 2 | 0  | 1  | 2 | 11 | 11 | 0   | 7  |
| Japan     | 5 | 0 | 0  | 0  | 5 | 7  | 26 | −19 | 0  |

| Uppflyttat till Toppdivisionen 2017 | Nedflyttat till Division I Grupp B 2017 |

| Grupp B        | S | V | ÖV | ÖF | F | GM | IM | MS  | P  |
| -------------- | - | - | -- | -- | - | -- | -- | --- | -- |
| Ukraina        | 5 | 4 | 0  | 0  | 1 | 20 | 6  | +14 | 12 |
| Storbritannien | 5 | 3 | 1  | 0  | 1 | 23 | 7  | +16 | 11 |
| Litauen        | 5 | 3 | 0  | 1  | 1 | 15 | 14 | +1  | 10 |
| Kroatien       | 5 | 2 | 1  | 0  | 2 | 21 | 17 | +4  | 8  |
| Estland        | 5 | 1 | 0  | 1  | 3 | 12 | 23 | −11 | 4  |
| Rumänien       | 5 | 0 | 0  | 0  | 5 | 8  | 32 | −24 | 0  |

| Uppflyttat till Division I A 2017 | Nedflyttat till Division II A 2017 |

## Division II
| Grupp A       | S | V | ÖV | ÖF | F | GM | IM | MS  | P  |
| ------------- | - | - | -- | -- | - | -- | -- | --- | -- |
| Nederländerna | 5 | 4 | 1  | 0  | 0 | 24 | 6  | +18 | 14 |
| Spanien       | 5 | 3 | 1  | 1  | 0 | 17 | 9  | +8  | 12 |
| Belgien       | 5 | 1 | 2  | 0  | 2 | 15 | 18 | −3  | 7  |
| Serbien       | 5 | 2 | 0  | 1  | 2 | 16 | 14 | +2  | 7  |
| Island        | 5 | 1 | 0  | 1  | 3 | 16 | 23 | −7  | 4  |
| Kina          | 5 | 0 | 0  | 1  | 4 | 6  | 24 | −18 | 1  |

| Uppflyttat till Division I B | Nedflyttat till Division II B 2017 |

| Grupp B     | S | V | ÖV | ÖF | F | GM | IM | MS  | P  |
| ----------- | - | - | -- | -- | - | -- | -- | --- | -- |
| Australien  | 5 | 4 | 1  | 0  | 0 | 58 | 10 | +48 | 14 |
| Mexiko      | 5 | 4 | 0  | 1  | 0 | 30 | 13 | +17 | 13 |
| Israel      | 5 | 2 | 0  | 0  | 3 | 22 | 33 | −11 | 6  |
| Nya Zeeland | 5 | 2 | 0  | 0  | 3 | 27 | 19 | +8  | 6  |
| Nordkorea   | 5 | 2 | 0  | 0  | 3 | 24 | 42 | −18 | 6  |
| Bulgarien   | 5 | 0 | 0  | 0  | 5 | 8  | 52 | −44 | 0  |

| Uppflyttat till Division II A 2017 | Nedflyttat till Division III 2017 |

## Division III
| Grupp B                 | S | V | ÖV | ÖF | F | GM | IM | MS  | P  |
| ----------------------- | - | - | -- | -- | - | -- | -- | --- | -- |
| Turkiet                 | 5 | 5 | 0  | 0  | 0 | 35 | 7  | +28 | 15 |
| Sydafrika               | 5 | 4 | 0  | 0  | 1 | 29 | 10 | +19 | 12 |
| Luxemburg               | 5 | 3 | 0  | 0  | 2 | 29 | 14 | +15 | 9  |
| Bosnien och Hercegovina | 5 | 2 | 0  | 0  | 3 | 12 | 35 | −23 | 6  |
| Hongkong                | 5 | 1 | 0  | 0  | 4 | 12 | 26 | −14 | 3  |
| Georgien                | 5 | 0 | 0  | 0  | 5 | 0  | 25 | −25 | 0  |

| Uppflyttat till Division II B 2017 |